# Simolestes
Simolestes – rodzaj plezjozaura żyjącego we wczesnej jurze.
Rodzaj najlepiej znany jest dzięki angielskim znaleziskom z Dogsthorpe, z terenu hrabstwa Oxfordshire. Zaliczone zostały do gatunku Simolestes vorax. Reprezentowane są przez bardzo dobrze zachowane szczątki, w tym czaszkę (okaz BMNH R.3319) oraz szkielet osobnika młodocianego (okaz BMNH R.3170).
Znamy też szczątki zwierząt z rodzaju Simolestes z terenów Francji (Montois-la-Montagne, gatunek Simolestes keileni) oraz z Indii (stan Gujarat, gatunek Simolestes indicus). Żuchwa z Etiopii, na podstawie której wyróżniano przez pewien czas gatunek Simolestes nowackianus, okazała się należeć do krokodyla.
Simolestes był dość dużym drapieżnikiem. Szacuje się, że jego długość wynosiła do 6 metrów, jednak badania pewnych szczątków pozwalają na stwierdzenie, że mógł dorastać do większych rozmiarów. Był mocno zbudowany i posiadał krótką szyję. Schemat kręgów przedstawia się następująco: 20 kręgów szyjnych, 30-32 grzbietowe i co najmniej 18 ogonowych. Szerokość/wysokość kręgów szyjnych jest dwa razy większa od ich długości.
Na szczególną uwagę zasługuje czaszka zwierzęcia. Jej długość wynosiła 73 cm, przy 97-centymetrowej żuchwie. Spojenie żuchwy było skrócone i zaopatrzone w 5-6 bardzo dużych, kłopodobnych, okrągłych w przekroju zębów. Zęby zwierzęcia wyrastały promieniście z jego szczęk. Wygląd pyska simolestesa stał się przyczyną powstania pewnych hipotez na temat jego diety oraz technik łowieckich. D.M. Martil uważa na przykład, że ten drapieżny gad morski wgryzał się ciało ofiary i wyszarpywał duże jego kęsy przez rotowanie swego ciała, tak jak czynią to krokodyle. Natomiast Leslie twierdzi, że simolestes specjalizował się w polowaniu na głowonogi. Hipotezę tę potwierdziło odkrycie haczyków tych mięczaków w miejscu żołądka jednego z angielskich okazów.
Pozycja systematyczna simolestesa może budzić kontrowersje. Skrócony pysk simolestesa oraz jego spłaszczona czaszka, podobna do czaszek krokodyli, sprawiają, że głowa zwierzęcia przypomina głowy przedstawicieli rodziny Rhomaleosauridae, do której zwierzę to jest obecnie najczęściej zaliczane. Czasami uważa się jednak, że omawiany gad morski należał do rodziny Pliosauridae, a kształt jego głowy, analogiczny do głów romaleozaurów, wynika z działania ewolucji konwergencyjnej i związany jest z podobnymi nawykami żywieniowymi i łowieckimi romaleozaurów i simolestesa.